# Semión Kotko
Semión Kotko (título original en ruso, Семён Котко, Op. 81) es una ópera en cinco actos con música de Serguéi Prokófiev y libreto en ruso del propio compositor y Valentín Katáev basado en la novela de Katáev de 1937 Soy hijo del pueblo trabajador (Я, сын трудового народа…).

## Historia
Una de las dos únicas óperas escritas por Prokófiev sobre el tema soviético (la otra es La historia de un hombre real), Semión Kotko fue compuesta entre los veranos de 1938 y 1939. Desde el principio, se pretendía que la ópera fuese producida por el brillante director y gran amigo de Prokófiev, Vsévolod Meyerhold, que en aquella época era el director del Teatro de Ópera Stanislavski. Sin embargo, el 20 de junio de 1939, justo una semana antes de que Prokófiev terminara la partitura para piano de Semión Kotko, Meyerhold fue arrestado. Una actriz, Serafima Birman, asumió la tarea de Meyerhold, pero el resultado fue insatisfactorio. El Pacto Ribbentrop-Mólotov obligó a cambiar los enemigos operísticos de los alemanes por los jaidamáks (nacionalistas ucranianos).
La ópera se estrenó el 23 de junio de 1940 en el Teatro de Ópera Stanislavski de Moscú dirigida por Mijaíl Zhúkov. La recepción fue moderadamente entusiasta, pero en aquella época la ideología predominaba sobre el resto de consideraciones y las discusiones en la prensa se centraron exclusivamente en la importancia de Semión Kotko como una "ópera soviética". Semión Kotko desapareció del repertorio soviético en 1941, y no se repuso hasta 1958 en Brno (entonces Checoslovaquia). Esta ópera rara vez se representa en la actualidad; en las estadísticas de Operabase aparece con sólo 5 representaciones en el período 2005-2010.
Prokófiev más tarde compuso una suite orquestal (Op. 81a) a partir de música de la ópera.